# Starbrille

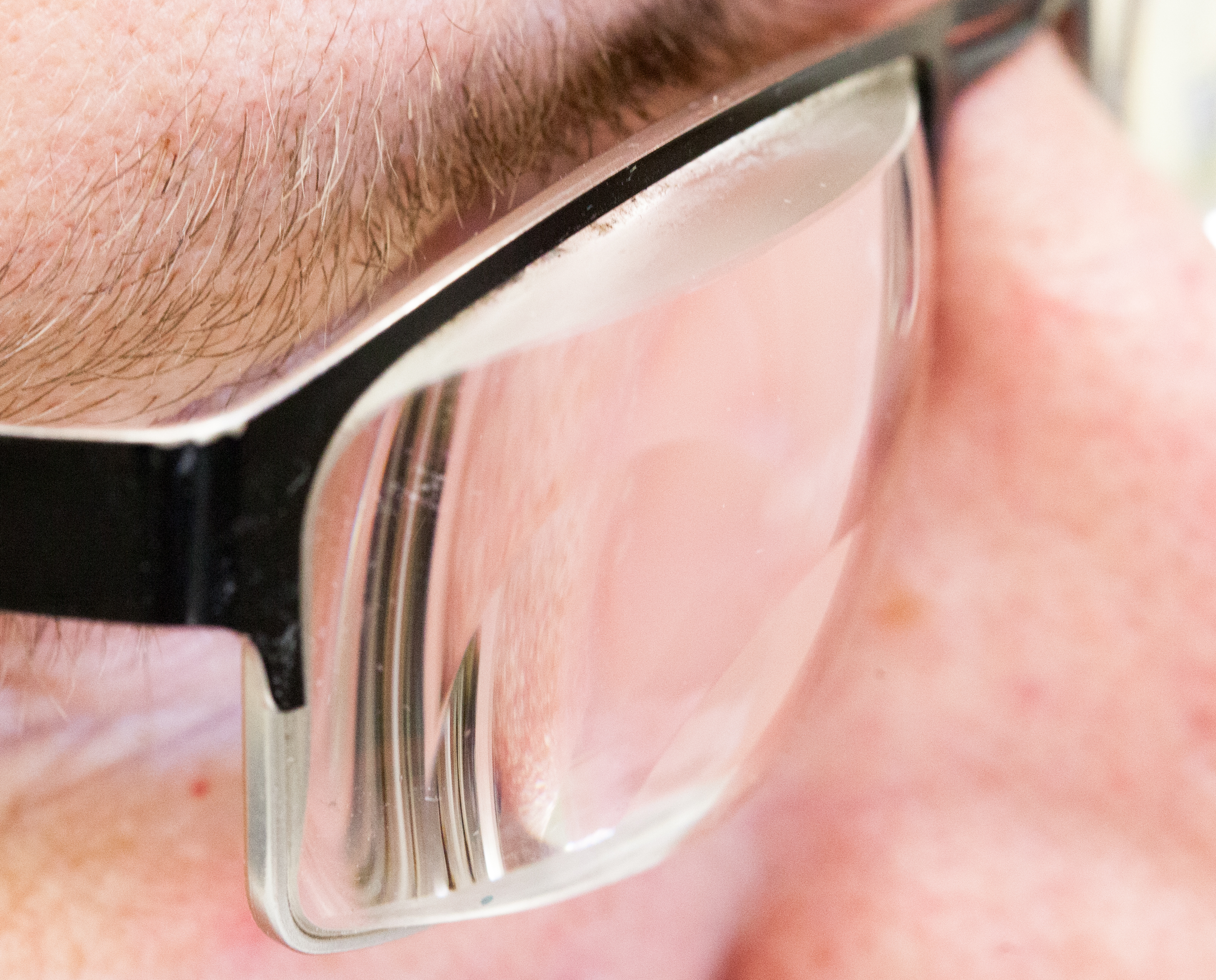
Starbrille

Starbrillen sind Brillen, die nach der operativen Behandlung des Grauen Stars durch Entfernung der trüben Augenlinse ohne anschließende Implantation einer Kunstlinse deren optische Wirkung ersetzen sollen, um so das Sehvermögen der Patienten wiederherzustellen.
Bei Glasstärken um +15 Dioptrien fallen sie äußerlich zuerst durch ihre extreme Dicke auf. Starbrillen werden deshalb heute nur noch sehr selten angewandt. Vor allem die optischen Nebenwirkungen, der kosmetisch ungünstige Effekt und das relativ hohe Gewicht führten zur Entwicklung implantierbarer intraokularer Linsen. Gewicht und Kosmetik können durch den Einsatz von Kunststoffen und hochbrechenden Materialien und asphärischer Form zwar gemildert werden. Einen Nachteil stellt aber auch das stark eingeschränkte Blickfeld dar.
Ein Vorteil der Starbrille ist bis heute die Vergrößerung, welche sich als Produkt aus Eigenvergrößerung und Fernrohrvergrößerung des Systems Auge-Brillenglas berechnen lässt. Diese bis zu 25-prozentige Vergrößerung bewirkt bei genauer Anpassung einen entsprechenden Anstieg der Sehschärfe.
Alternativen zur Verwendung einer Starbrille sind die Verwendung von (wegen der besseren Langzeitverträglichkeit vorzugsweise formstabilen) Kontaktlinsen sowie die Implantation von Intraokularlinsen.